# Ophiosphaerella
Ophiosphaerella is een geslacht van schimmels behorend tot de familie Phaeosphaeriaceae. De typesoort is Ophiosphaerella graminicola.

## Soorten
Volgens Index Fungorum telt het geslacht 12 soorten (peildatum januari 2022):
| Soortnaam                      | Auteur(s)                                                  | Publicatiejaar |
| ------------------------------ | ---------------------------------------------------------- | -------------- |
| Ophiosphaerella agrostidis     | Dern., M.P.S. Câmara, N.R. O'Neill, Berkum & M.E. Palm     | 2000           |
| Ophiosphaerella aquatica       | Z.L. Luo, Hong Y. Su & K.D. Hyde                           | 2015           |
| Ophiosphaerella chiangraiensis | Phookamsak & K.D. Hyde                                     | 2020           |
| Ophiosphaerella erikssonii     | J. Walker                                                  | 1980           |
| Ophiosphaerella eupatorii      | J.M. Yen                                                   | 1969           |
| Ophiosphaerella graminicola    | Speg.                                                      | 1909           |
| Ophiosphaerella herpotricha    | (Fr.) J. Walker                                            | 1980           |
| Ophiosphaerella korrae         | (J. Walker & A.M. Sm. bis) Shoemaker & C.E. Babc.          | 1989           |
| Ophiosphaerella leptosperma    | (Speg.) J. Walker                                          | 1980           |
| Ophiosphaerella narmari        | (J. Walker & A.M. Sm. bis) H.C. Wetzel, Hulbert & Tisserat | 1999           |
| Ophiosphaerella taiwanensis    | D.S. Tennakoon, C.H. Kuo & K.D. Hyde                       | 2020           |
| Ophiosphaerella taiwanica      | Ariyawansa & E.B.G. Jones                                  | 2019           |